# Cyclaspis quadruplicata
Cyclaspis quadruplicata är en kräftdjursart som beskrevs av Kurian 1951. Cyclaspis quadruplicata ingår i släktet Cyclaspis och familjen Bodotriidae. Inga underarter finns listade i Catalogue of Life.